# Wereldkampioenschap voetbal 2014 (achtste finale) Duitsland - Algerije
Dit artikel gaat over de  achtste finale tussen Duitsland en Algerije die gespeeld werd op maandag 30 juni 2014 tijdens het wereldkampioenschap voetbal 2014. Eerder op dezelfde dag werd de wedstrijd Frankrijk – Nigeria gespeeld, waarbij Frankrijk won met 2-0.

## Voorafgaand aan de wedstrijd
- Duitsland staat bij aanvang van het toernooi op de tweede plaats van de FIFA-wereldranglijst. Het land bereikte in maart 2006 zijn dieptepunt – toen het op de 22e positie stond – maar begon daarna aan een flinke stijging. Die stijgingsperiode eindigde rond de jaarwisseling van 2006 en 2007 en bracht Duitsland naar de vijfde positie. Sindsdien schommelt het land tussen de tweede en de zesde positie.[1] Eén ander bij de UEFA aangesloten land wist op de ranglijst van juni 2014 een betere plaats te bemachtigen; dat was Spanje.
- Duitsland speelde in de groepsfase in groep G drie wedstrijden, waarvan het land twee wedstrijden won en er één gelijkspeelde. De eerste wedstrijd tegen Portugal won Duitsland met 4-0, de tweede wedstrijd tegen Ghana speelde het land met 2-2 gelijk en laatste wedstrijd tegen de Verenigde Staten werd met 0-1 door Duitsland gewonnen.
- Algerije staat bij aanvang van het toernooi op de 22e plaats van de wereldranglijst. Het land bevindt zich sinds zijn dieptepunt in juni 2008 – toen het land op de 103e positie stond – in een stijgingsperiode. In november en in december 2012 bereikte Algerije zijn hoogtepunt met de negentiende positie. Sinds het begin van 2014 steeg het land vijf posities op de ranglijst.[2] Geen ander bij de CAF aangesloten land behaalde op de ranglijst van juni 2014 een betere positie dan Algerije. De laatste keer dat Algerije een doelpunt op een WK scoorde was in 1986 door Djamel Zidane – toen het land met 1-1 tegen Noord-Ierland gelijkspeelde.
- Algerije won in de poulfase in groep H een van de drie wedstrijden. De eerste wedstrijd tegen België verloor Algerije met 2-1, de tweede wedstrijd tegen Zuid-Korea won het land met 2-4 en de laatste wedstrijd tegen Rusland speelde het land met 1-1 gelijk.
- Deze landen speelden twee keer eerder tegen elkaar. De eerste wedstrijd op 1 januari 1964 werd door Algerije met 2-0 gewonnen en de tweede wedstrijd op 16 juni 1982 werd wederom door Algerije gewonnen met 1-2.[3]

## Wedstrijdgegevens
| Datum                | 30 juni 2014                          | 30 juni 2014                          |
| Wedstrijdnummer      | 54                                    | 54                                    |
| Stadion              | Estádio Beira-Rio, Porto Alegre       | Estádio Beira-Rio, Porto Alegre       |
| Toeschouwers         | 43.063                                | 43.063                                |
| Scheidsrechter       | Sandro Ricci                          | Sandro Ricci                          |
| Assistenten          | Emerson de Carvalho Marcelo Van Gasse | Emerson de Carvalho Marcelo Van Gasse |
| Vierde official      | Walter López                          | Walter López                          |
| Man van de wedstrijd | Raïs M'Bolhi                          | Raïs M'Bolhi                          |
|                      | Duitsland                             | Algerije                              |
| Doelpunten           | 2                                     | 1                                     |
| Gele kaarten         | 1                                     | 1                                     |
| Rode kaarten         | 0                                     | 0                                     |
| Wissels              | 3                                     | 2                                     |
| Schoten op doel      | 22                                    | 7                                     |
| Schoten naast doel   | 7                                     | 4                                     |
| Overtredingen        | 9                                     | 21                                    |
| Hoekschoppen         | 10                                    | 4                                     |
| Buitenspel           | 4                                     | 4                                     |
| Balbezit (%)         | 66%                                   | 34%                                   |

| Duitsland | 2 – 1           | Algerije |
| André Schürrle 92' (e.t.) Mesut Özil 120' (e.t.) | goals (assists) | 120+1' (e.t.) Abdelmoumene Djabou |
| Joachim Löw | bondscoach      | Vahid Halilhodžić |
| Manuel Neuer Benedikt Höwedes Philipp Lahm Per Mertesacker Jérôme Boateng Shkodran Mustafi 70' Bastian Schweinsteiger 109' Mesut Özil Thomas Müller Toni Kroos Mario Götze 45' | opstellingen    | Raïs M'Bolhi Faouzi Ghoulam Essaïd Belkalem 97' Rafik Halliche Aïssa Mandi Medhi Lacen Sofiane Feghouli 78' Saphir Taïder Mehdi Mostefa Islam Slimani 100' El Arbi Hillel Soudani |
| André Schürrle 45' Sami Khedira 70' Christoph Kramer 109' | wissels         | 78' Yacine Brahimi 97' Madjid Bougherra 100' Abdelmoumene Djabou |
| Philipp Lahm 107' | gele kaarten    | 42' Rafik Halliche |
| | rode kaarten    | |

## Wedstrijden
| Groepswedstrijden      |                       |                         |                       |                         |                        |                        |                         |
| Groep A                | Groep B               | Groep C                 | Groep D               | Groep E                 | Groep F                | Groep G                | Groep H                 |
| Brazilië – Kroatië     | Spanje – Nederland    | Colombia - Griekenland  | Uruguay – Costa Rica  | Zwitserland – Ecuador   | Argentinië – Bosnië    | Duitsland – Portugal   | België – Algerije       |
| Mexico – Kameroen      | Chili – Australië     | Ivoorkust – Japan       | Engeland – Italië     | Frankrijk – Honduras    | Iran – Nigeria         | Ghana – U.S.A.         | Rusland – Zuid-Korea    |
| Kameroen – Kroatië     | Australië – Nederland | Japan – Griekenland     | Italië – Costa Rica   | Honduras – Ecuador      | Nigeria – Bosnië       | U.S.A. – Portugal      | Zuid-Korea – Algerije   |
| Brazilië – Mexico      | Spanje – Chili        | Colombia – Ivoorkust    | Uruguay – Engeland    | Zwitserland – Frankrijk | Argentinië – Iran      | Duitsland – Ghana      | België – Rusland        |
| Kameroen – Brazilië    | Australië – Spanje    | Japan – Colombia        | Italië – Uruguay      | Honduras – Zwitserland  | Nigeria – Argentinië   | U.S.A. – Duitsland     | Zuid-Korea – België     |
| Kroatië – Mexico       | Nederland – Chili     | Griekenland – Ivoorkust | Costa Rica – Engeland | Ecuador – Frankrijk     | Bosnië – Iran          | Portugal – Ghana       | Algerije – Rusland      |
| Achtste finales        |                       |                         |                       |                         |                        |                        |                         |
| Brazilië Chili         | Colombia Uruguay      | Frankrijk Nigeria       | Duitsland Algerije    | Nederland Mexico        | Costa Rica Griekenland | Argentinië Zwitserland | België Verenigde Staten |
| Kwartfinales           |                       |                         |                       |                         |                        |                        |                         |
| Brazilië – Colombia    | Brazilië – Colombia   | Frankrijk – Duitsland   | Frankrijk – Duitsland | Nederland – Costa Rica  | Nederland – Costa Rica | Argentinië – België    | Argentinië – België     |
| Halve finales          |                       |                         |                       |                         |                        |                        |                         |
| Brazilië – Duitsland   | Brazilië – Duitsland  | Brazilië – Duitsland    | Brazilië – Duitsland  | Nederland – Argentinië  | Nederland – Argentinië | Nederland – Argentinië | Nederland – Argentinië  |
| Troostfinale           |                       |                         |                       |                         |                        |                        |                         |
| Brazilië – Nederland   |                       |                         |                       |                         |                        |                        |                         |
| Finale                 |                       |                         |                       |                         |                        |                        |                         |
| Duitsland – Argentinië |                       |                         |                       |                         |                        |                        |                         |

DFB · A-internationals · Bondscoaches · Duits vrouwenelftal · Olympisch elftal · Duitsland U21 · Duitsland U20 · Duitsland U19 · Duitsland U18 · Duitsland U17 · Duitsland U16 · Vrouwen U17
1905 – 1919 · 
1920 – 1929 · 
1930 – 1939 · 
1940 – 1949 · 
1950 – 1959 · 
1960 – 1969 · 
1970 – 1979 · 
1980 – 1989 · 
1990 – 1999 · 
2000 – 2009 · 
2010 – 2019 · 
2020 – 2029
EK's: 1972 · 
1976 · 
1980 · 
1984 · 
1988 · 
1992 · 
1996 · 
2000 · 
2004 · 
2008 · 
2012 · 
2016 · 
2020 · 
2024
CC: 1999 · 
2005 · 
2017
WK's: 1934 ·
1938 · 
1954 · 
1958 · 
1962 · 
1966 · 
1970 · 
1974 · 
1978 · 
1982 · 
1986 · 
1990 · 
1994 · 
1998 · 
2002 · 
2006 · 
2010 · 
2014 · 
2018 · 
2022
OS: 1912 ·
1928 ·
1936 ·
2016 ·
2020
Albanië ·
Algerije ·
Argentinië ·
Armenië ·
Australië ·
Azerbeidzjan ·
België ·
Bohemen en Moravië ·
Bolivia ·
Bosnië en Herzegovina ·
Brazilië ·
Bulgarije ·
Canada ·
Chili ·
China ·
Colombia ·
Costa Rica ·
Cyprus ·
DDR ·
Denemarken ·
Ecuador ·
Egypte ·
Engeland ·
Estland ·
Faeröer ·
Finland ·
Frankrijk ·
Georgië ·
Ghana ·
Gibraltar ·
GOS ·
Griekenland ·
Hongarije ·
Ierland ·
IJsland ·
Iran ·
Israël ·
Italië ·
Ivoorkust ·
Japan ·
Joegoslavië ·
Kameroen ·
Kazachstan ·
Koeweit ·
Kroatië ·
Letland ·
Liechtenstein ·
Litouwen ·
Luxemburg ·
Malta ·
Marokko ·
Mexico ·
Moldavië ·
Nederland ·
Nieuw-Zeeland ·
Nigeria ·
Noord-Ierland ·
Noord-Macedonië ·
Noorwegen ·
Oekraïne ·
Oman ·
Oostenrijk ·
Paraguay ·
Peru ·
Polen ·
Portugal ·
Roemenië ·
Rusland ·
Saarland ·
San Marino ·
Saoedi-Arabië ·
Schotland ·
Servië ·
Servië en Montenegro · 
Slovenië ·
Slowakije ·
Sovjet-Unie ·
Spanje ·
Thailand ·
Tsjechië ·
Tsjecho-Slowakije ·
Tunesië ·
Turkije ·
Uruguay ·
Verenigde Arabische Emiraten ·
Verenigde Staten ·
Wales ·
Wit-Rusland ·
Zuid-Afrika ·
Zuid-Korea ·
Zweden ·
Zwitserland
Algerije (1982) · 
Algerije (2014) · 
Argentinië (1986) ·
Argentinië (1990) ·
Argentinië (2006) ·
Argentinië (2014) · 
Australië (2010) ·
België (1980) · 
Brazilië (2002) ·
Brazilië (2014) · 
Chili (1982) ·
Costa Rica (2006) ·
Denemarken (1992) ·
Denemarken (2012) · 
Ecuador (2006) ·
Engeland (1966) ·
Engeland (1982) ·
Engeland (2010) ·
Engeland (2021) ·
Frankrijk (2014) · 
Frankrijk (2021) · 
Ghana (2014) ·
Griekenland (2012) · 
Hongarije (1954, 2) ·
Hongarije (2021) ·
Italië (1982) ·
Italië (2006) ·
Italië (2012) · 
Japan (2022) · 
Kroatië (2008) ·
Mexico (2018) ·
Nederland (1974) ·
Nederland (2012) ·
Oekraïne (2016) ·
Oostenrijk (1982) ·
Oostenrijk (2008) ·
Polen (2006) ·
Polen (2008) ·
Polen (2016) ·
Portugal (2006) ·
Portugal (2008) ·
Portugal (2012) ·
Portugal (2014) ·
Portugal (2021) ·
Servië (2010) ·
Sovjet-Unie (1972) · 
Spanje (1982) ·
Spanje (2008) ·
Spanje (2022) ·
Tsjechië (1996, 2) · 
Tsjecho-Slowakije (1976) ·
Turkije (2008) ·
Verenigde Staten (2014) ·
Zuid-Korea (2018) ·
Zweden (2006)
FAF · A-internationals · Bondscoaches · Statistieken · Selecties · Algerijns vrouwenelftal · Olympisch elftal · Algerije U21 · Algerije U20 · Algerije U19 · Algerije U18 · Algerije U17
1957 – 1969 · 
1970 – 1979 · 
1980 – 1989 · 
1990 – 1999 · 
2000 – 2009 · 
2010 – 2019 ·
2020 − 2029
WK 1982 · 
WK 1986 · 
WK 2010 · 
WK 2014
OS 1980 · 
OS 2016
1957 · 
1958 · 
1959 ·
1960 · 
1961 · 
1962 · 
1963 · 
1964 · 
1965 · 
1966 · 
1967 · 
1968 · 
1969 ·
1970 · 
1971 · 
1972 · 
1973 · 
1974 · 
1975 · 
1976 · 
1977 · 
1978 · 
1979 ·
1980 · 
1981 · 
1982 · 
1983 · 
1984 · 
1985 · 
1986 · 
1987 · 
1988 · 
1989 · 
1990 · 
1991 · 
1992 · 
1993 · 
1994 · 
1995 · 
1996 · 
1997 · 
1998 · 
1999 · 
2000 · 
2001 · 
2002 · 
2003 · 
2004 · 
2005 · 
2006 · 
2007 · 
2008 · 
2009 · 
2010 · 
2011 ·
2012 ·
2013 ·
2014 ·
2015 ·
2016 ·
2017 ·
2018 ·
2019 ·
2020 ·
2021 ·
2022 ·
2023 ·
2024
Albanië ·
Angola ·
Argentinië ·
Armenië ·
Bahrein ·
Bangladesh ·
België ·
Benin ·
Bolivia ·
Bosnië en Herzegovina ·
Botswana ·
Brazilië ·
Bulgarije ·
Burkina Faso ·
Burundi ·
Centraal-Afrikaanse Republiek ·
Chili ·
China ·
Colombia ·
Congo-Brazzaville ·
Congo-Kinshasa ·
Cuba ·
Denemarken ·
Djibouti ·
DDR ·
Duitsland ·
Egypte ·
Engeland ·
Equatoriaal-Guinea ·
Ethiopië ·
Finland ·
Frankrijk ·
Gabon ·
Gambia ·
Ghana ·
Guinee ·
Guinee-Bissau ·
Hongarije ·
Ierland ·
Irak ·
Iran ·
Italië ·
Ivoorkust ·
Joegoslavië ·
Jordanië ·
Kaapverdië ·
Kameroen ·
Kenia ·
Koeweit ·
Lesotho ·
Libanon ·
Liberia ·
Libië ·
Luxemburg ·
Madagaskar ·
Malawi ·
Maleisië ·
Mali ·
Malta ·
Marokko ·
Mauritanië ·
Mexico ·
Mozambique ·
Namibië ·
Nepal ·
Niger ·
Nigeria ·
Noord-Ierland ·
Oeganda ·
Oman ·
Oostenrijk ·
Peru ·
Polen ·
Portugal ·
Qatar ·
Roemenië ·
Rusland ·
Rwanda ·
Saoedi-Arabië ·
Senegal ·
Servië ·
Seychellen ·
Sierra Leone ·
Slovenië ·
Slowakije ·
Soedan ·
Somalië ·
Sovjet-Unie ·
Spanje ·
Syrië ·
Tanzania ·
Togo ·
Tsjaad ·
Tunesië ·
Turkije ·
Uruguay ·
Verenigde Arabische Emiraten ·
Verenigde Staten ·
Zambia ·
Zimbabwe ·
Zuid-Afrika ·
Zuid-Jemen ·
Zuid-Korea ·
Zweden ·
Zwitserland
België (2014) · 
Chili (1982) · 
Duitsland (2014) · 
Engeland (2010) · 
Oostenrijk (1982) ·
Rusland (2014) ·
Senegal (2019, 2) ·
Slovenië (2010) · 
Verenigde Staten (2010) ·
West-Duitsland (1982) · 
Zuid-Korea (2014)